# Кирби, Роллин
Ро́ллин Ки́рби (англ. Rollin Kirby, 4 сентября 1875 года — 8 мая 1952 года) — американский карикатурист и трёхкратный обладатель Пулитцеровской премии.

## Биография
Роллин Кирби родился в иллинойском городе Гальва в семье владельца обувного магазина Джорджа Вашингтона Кирби и его жены Элизабет Мэддокс. В возрасте девятнадцати лет юноша переехал в Нью-Йорк, где поступил в Лигу студентов-художников. Позднее он окончил французскую Академию Жюлиана и Школу изящных искусств. К началу XX века Кирби вернулся в США и даже провёл выставку собственных работ в Национальной академии Нью-Йорка, но из финансовых соображений в 1901 году он переориентировался на коммерческую сферу. Его иллюстрации публиковали журналы Colliers и Harper’s, издательство Scribner's и другие.
К 1911 году Кирби увлёкся карикатурой, и его первые сатирические работы начали публиковать New York Evening Mail и New York Sun. Через два года Кирби приняли в штат газеты New York World, принадлежавшей Джозефу Пулитцеру. К послевоенному периоду он считался ведущим политическим карикатуристом США. Он трижды становился лауреатом Пулитцеровской премии за карикатуру (в 1922, 1925 и 1929 годах). Кирби является первым карикатуристом, удостоенным награды в номинации, отмечающей важность политической и социальной сатиры в американской журналистике. Победу ему принесла работа «По дороге на Москву», которая освещала тему коммунизма и изображала Смерть, бьющую в барабан и ведущую людей к их гибели. В дальнейшем жюри отметило его работы «Новости из внешнего мира» (англ. News from the Outside World) и «Таммани» (англ. Tammany). В 1927 году он проиллюстрировал книгу Уолтера Липпманна «Люди судьбы». Через четыре года работы Кирби вошли в сборник карикатур под названием «Основные моменты: карикатурная история двадцатых годов» (англ. Highlights: A Cartoon History of the Nineteen Twenties). Он также писал собственные статьи, стихи и пьесы.
Кирби продолжал сотрудничать с New York World в 1931 году, когда издание объединилось с World Telegram. Но в 1939 году художник перешёл в штат New York Post, где проработал до 1942 года. В разное время его работы также печатали журнал Look и воскресный журнал New York Times. Он первым среди карикатуристов начал использовать в своих рисунках фразу «Новый курс», апеллируя к новой экономической программе Франклина Рузвельта. Рисунки Кирби отличались обманчиво простым графическим стилем и изобретательной символикой. Кирби активно выступал за гражданские права и движение суфражисток, высмеивал большие корпорации, коррумпированных политиков, фашизм, а также Ку-клукс-клан. Иллюстратор считал, что «карикатура на 75 % состоит из идеи <…> имея хорошую идею, можно обойтись посредственным рисунком, но из хорошего рисунка никогда не получится хорошей карикатуры, если замысел слаб».
Кирби умер 8 мая 1952 года в возрасте семидесяти трёх лет в Нью-Йорке.

## Личная жизнь и признание
В 1903 году Роллин Кирби женился на Эстель Картер, в браке с которой у него родилась дочь.
В 1935 году Кирби был удостоен награды Всеобщей лиги мира. После его смерти, в 2010-х годах Ассоциация американских карикатуристов выступала с идеей выпустить марки к столетию с момента начала работы Кирби в New York World.

## Галерея работ

Карикатуры Роллина Кирби
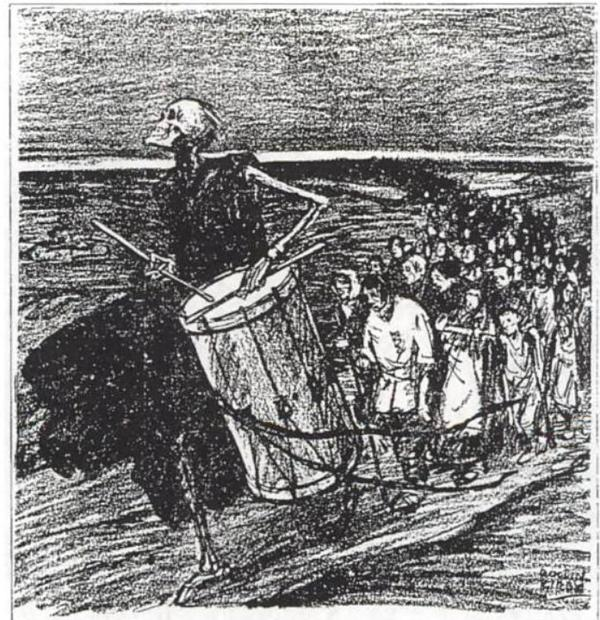
«По дороге на Москву», 1921 год
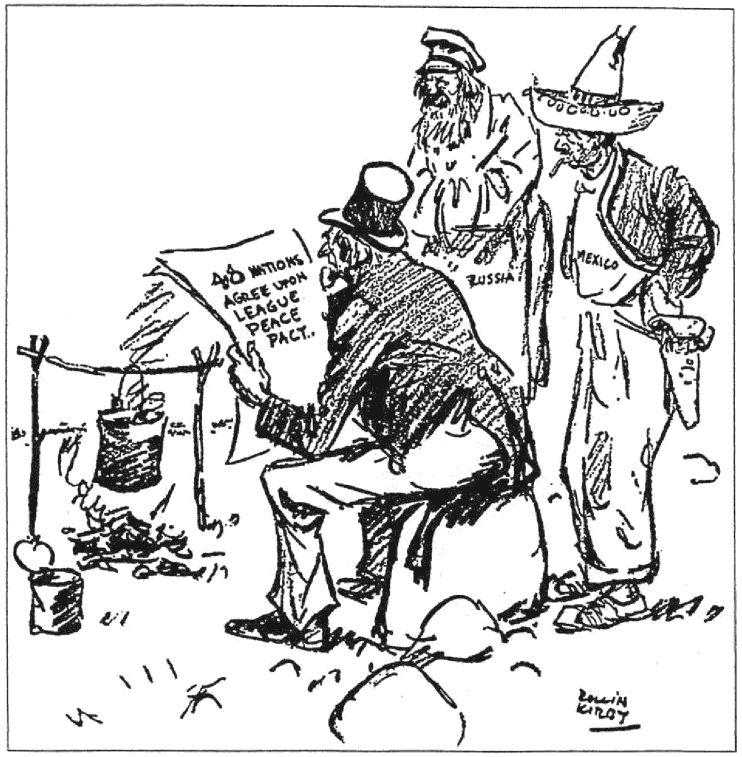
«Новости из внешнего мира», 1924 год
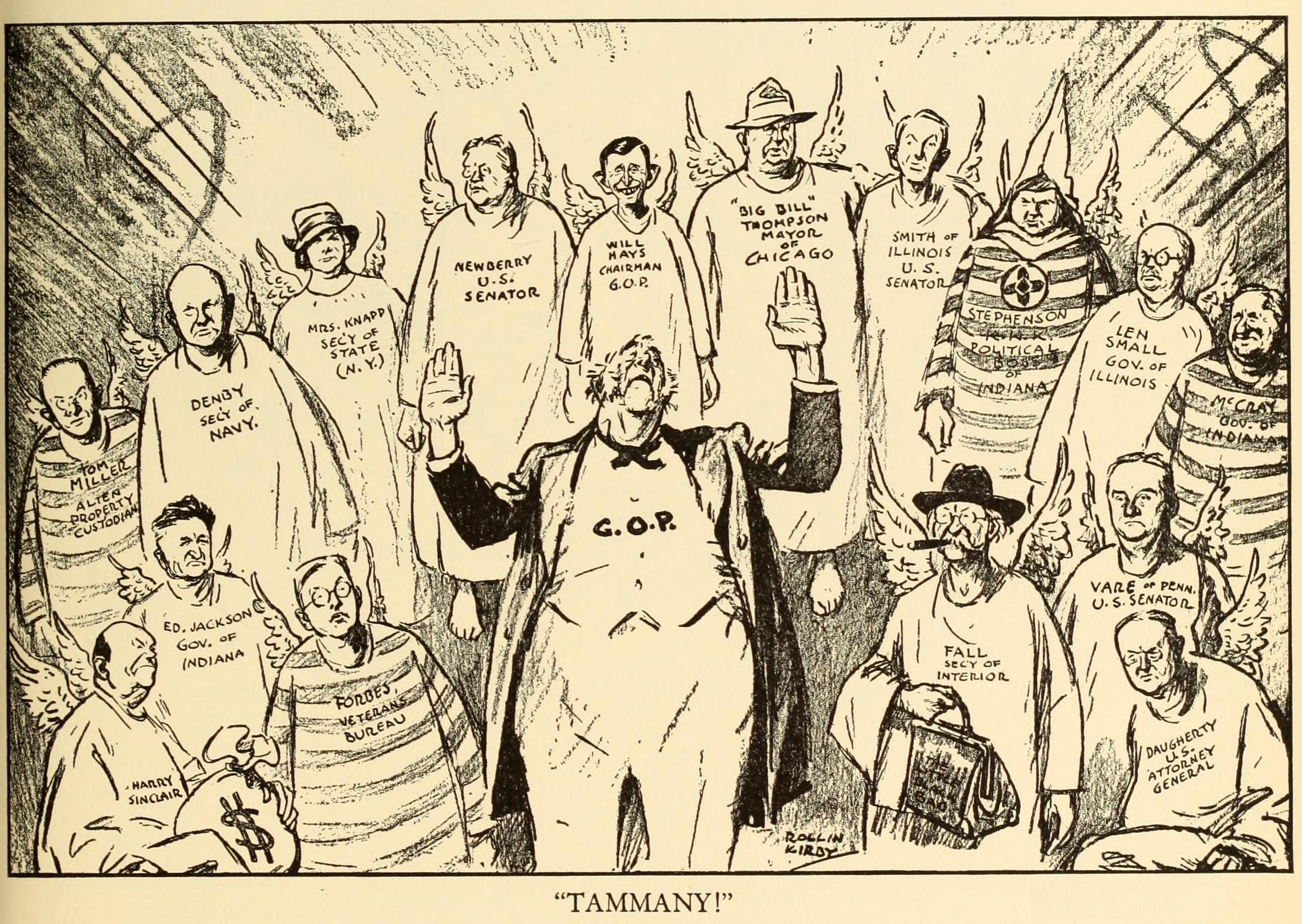
«Таммани», 1928 год
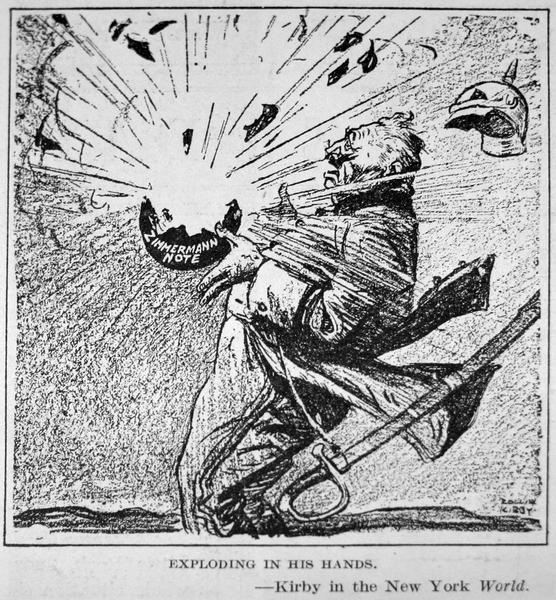
«Взрывающийся в руках» (карикатура о Телеграмме Циммермана), 1917 год
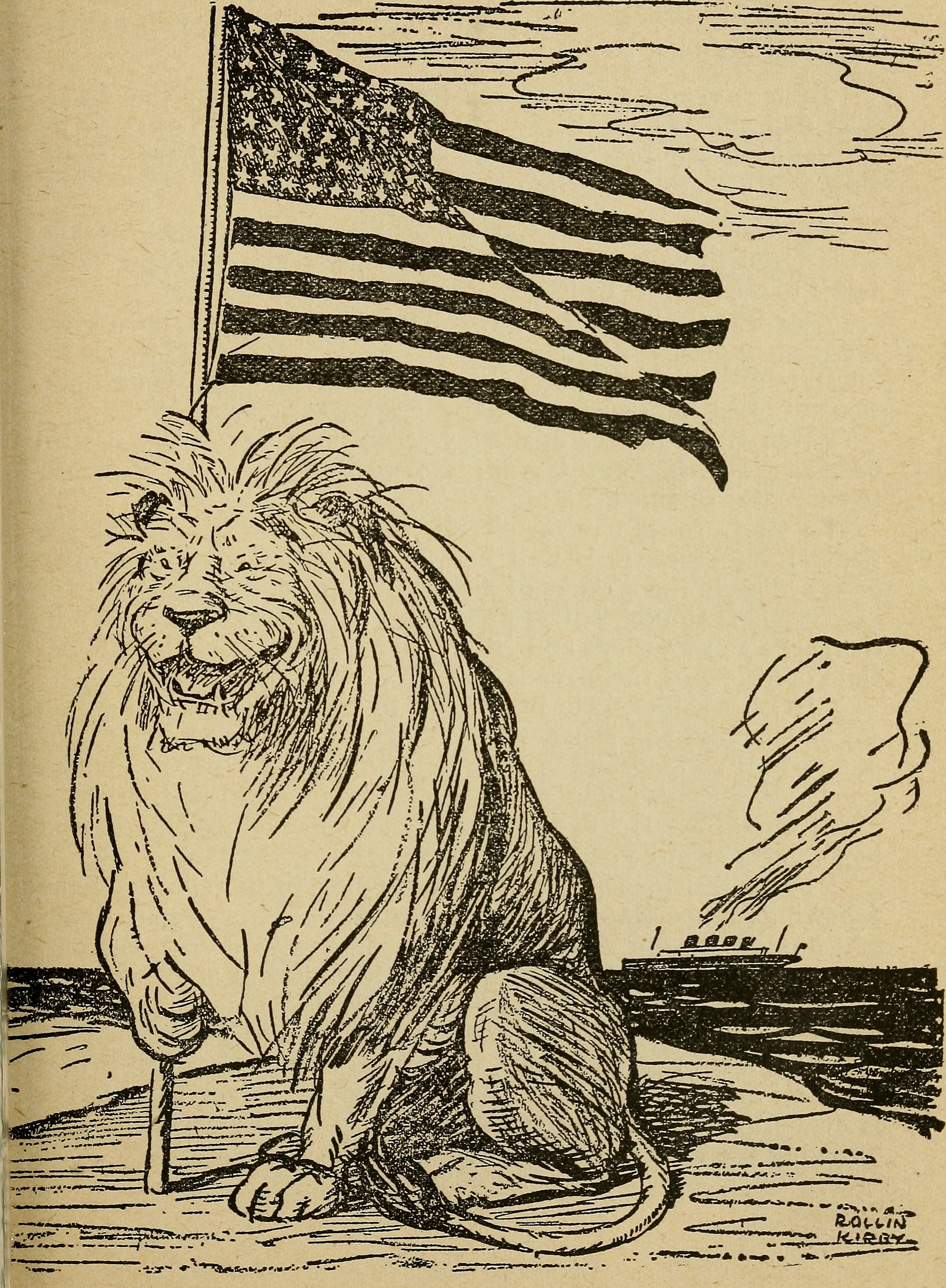
«Нейтралитет? Муки общественного мнения», 1916 год
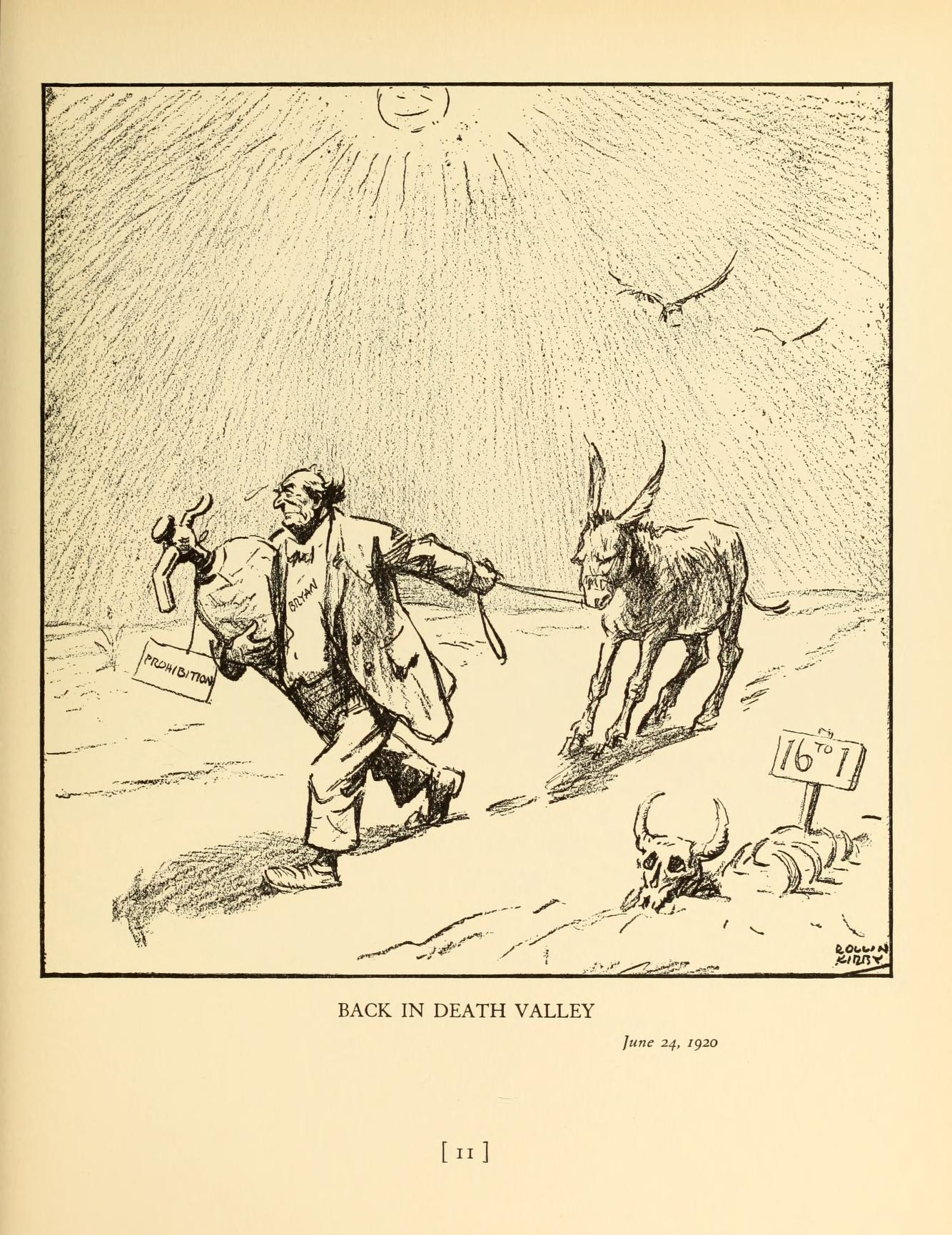
«Назад в Долину Смерти», 1920  год
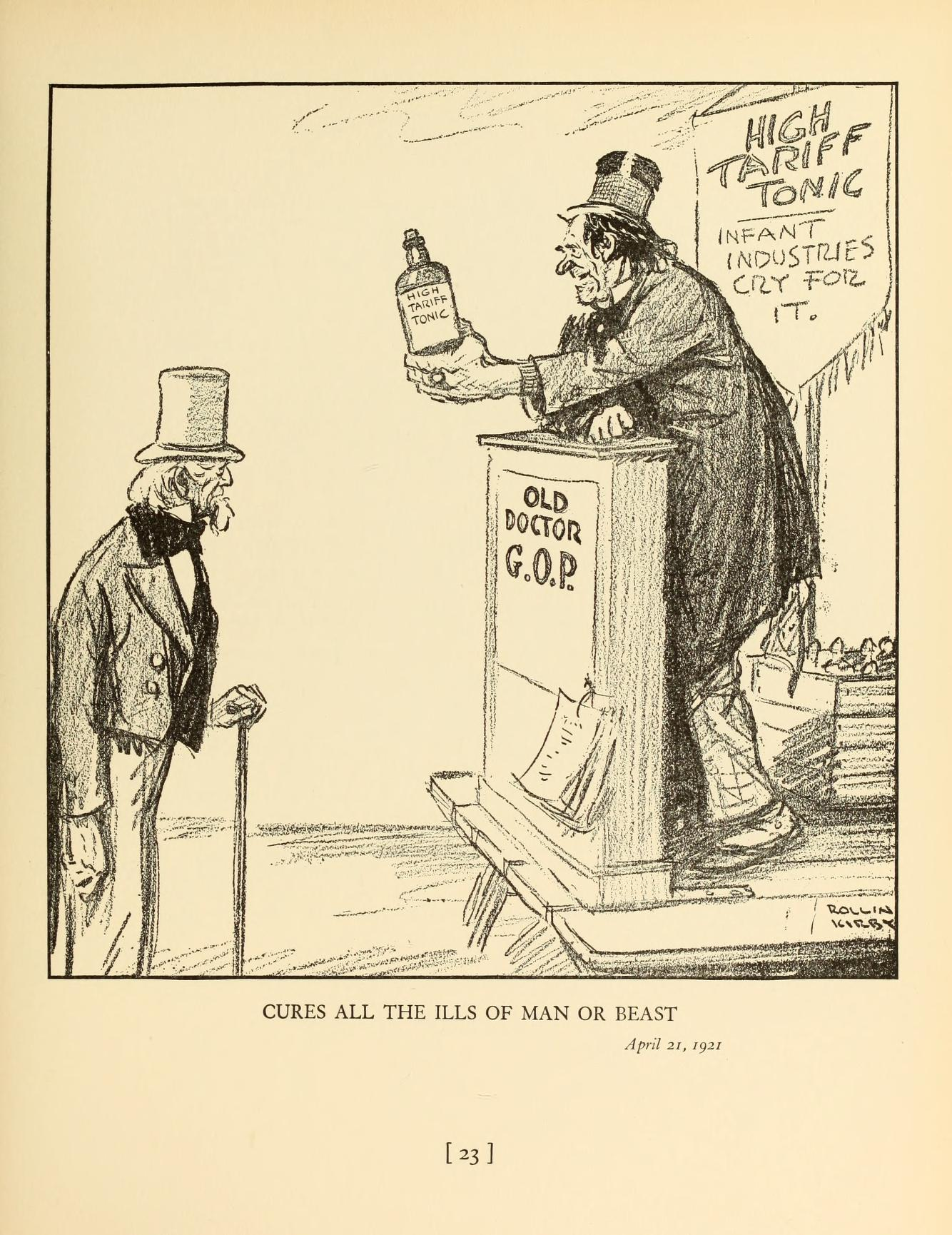
«Лечит все болезни человека и животного», 1921  год
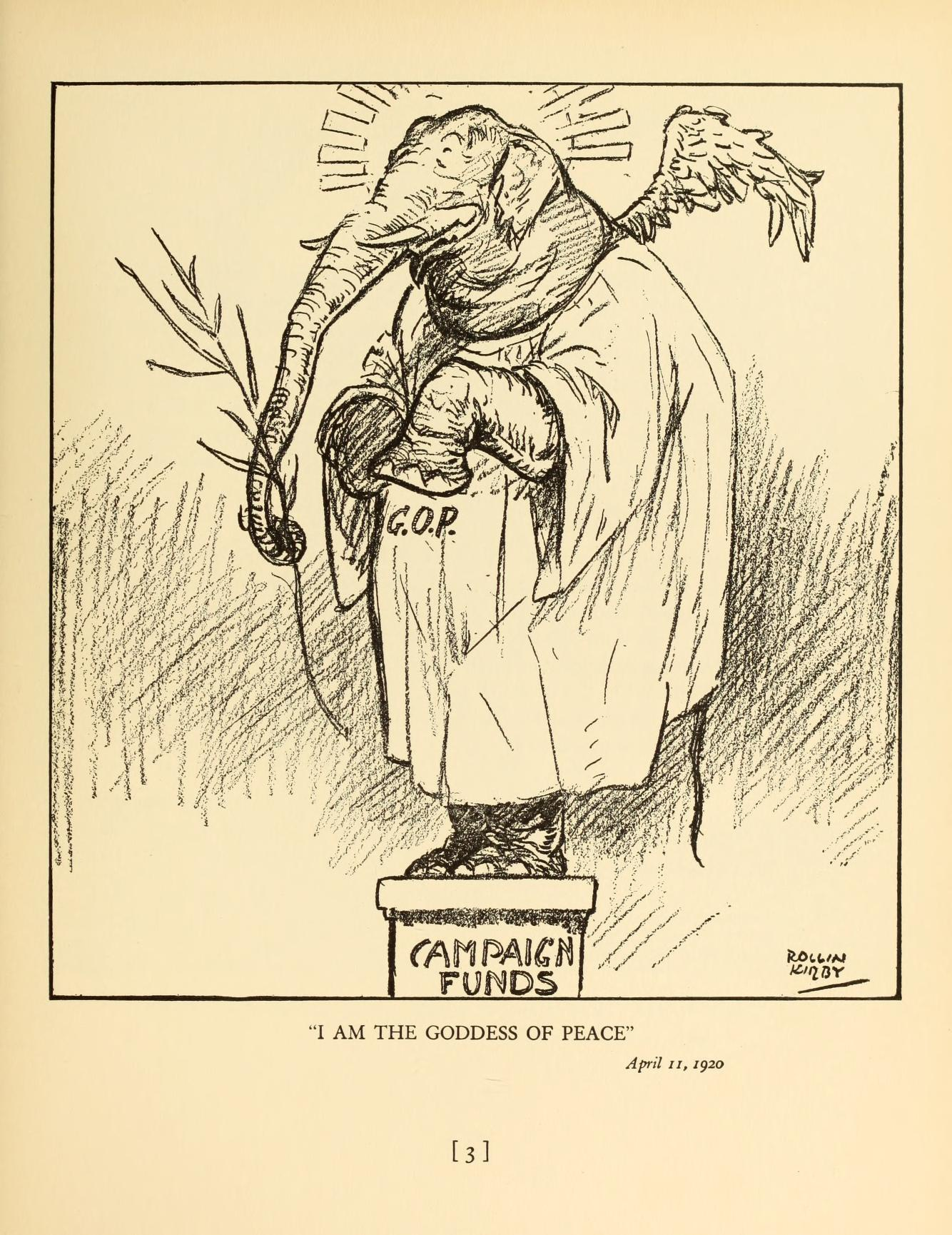
«Я богиня мира», 1920 год
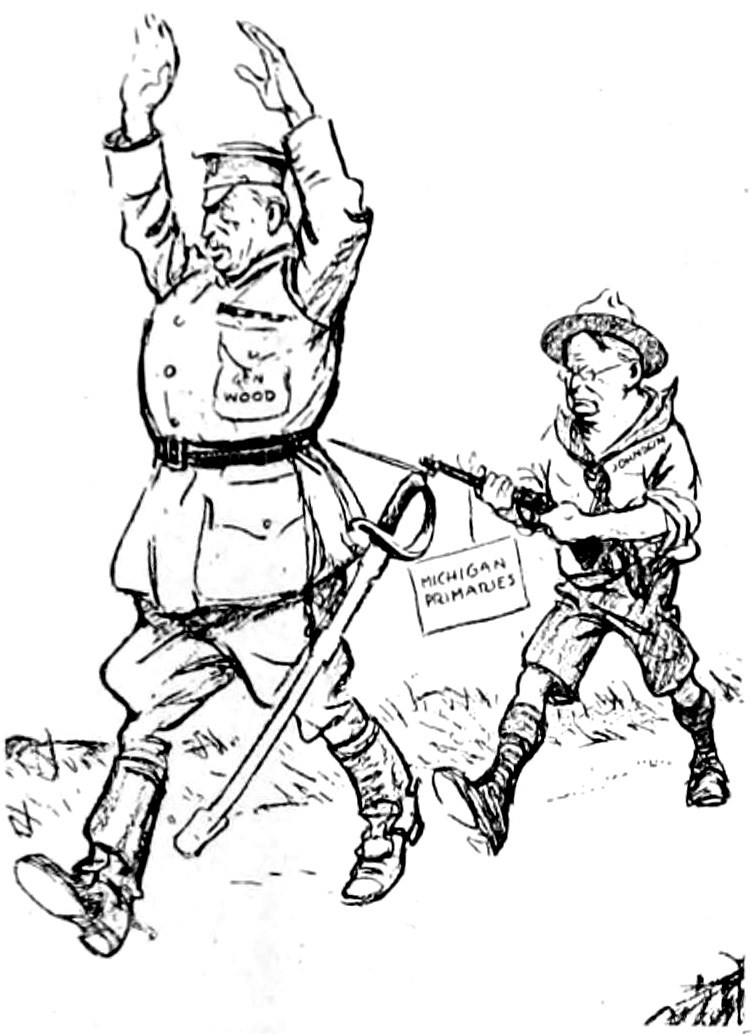
«Захваченный бойскаутом», 1920 год
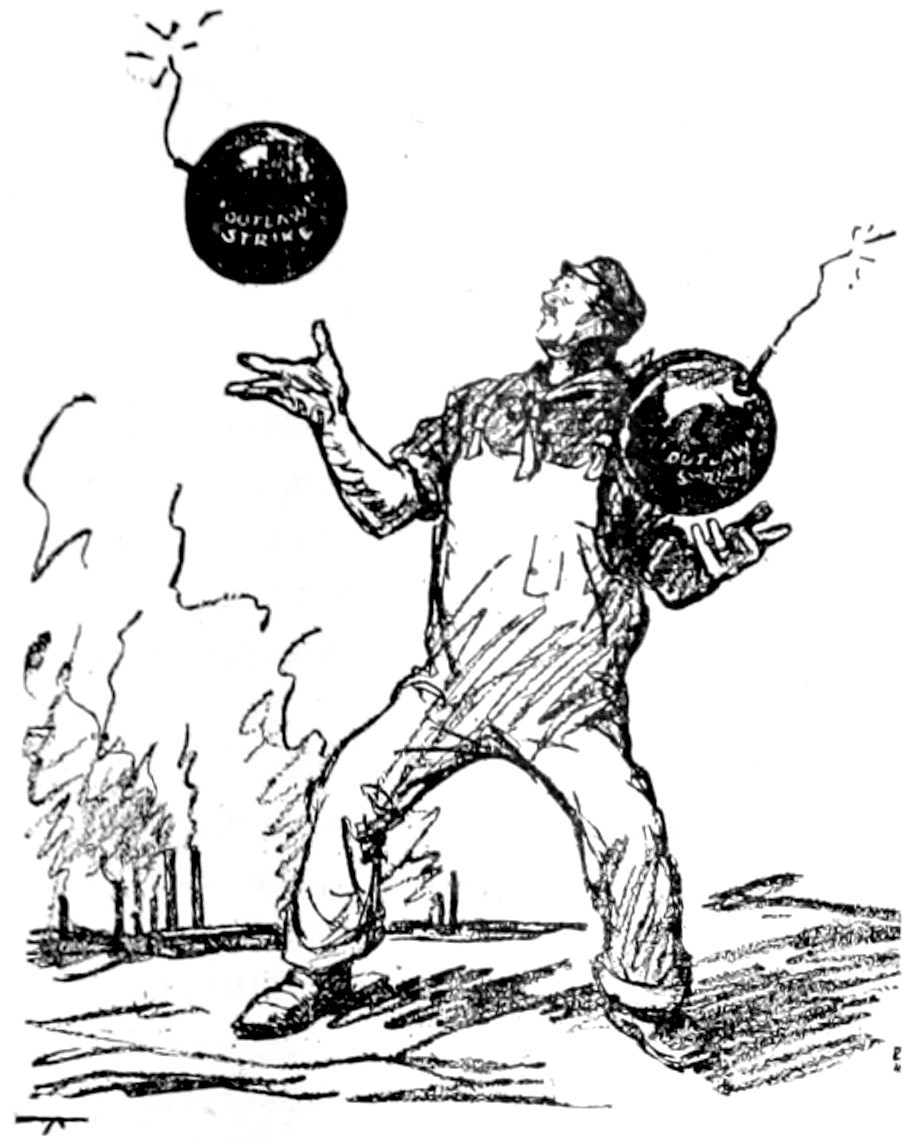
«Опасное времяпрепровождение», 1920 год
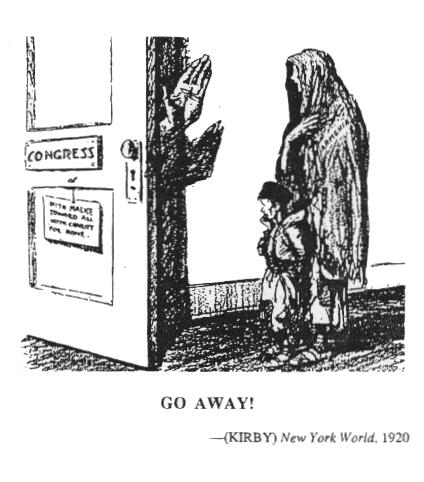
«Поди прочь!», 1920 год
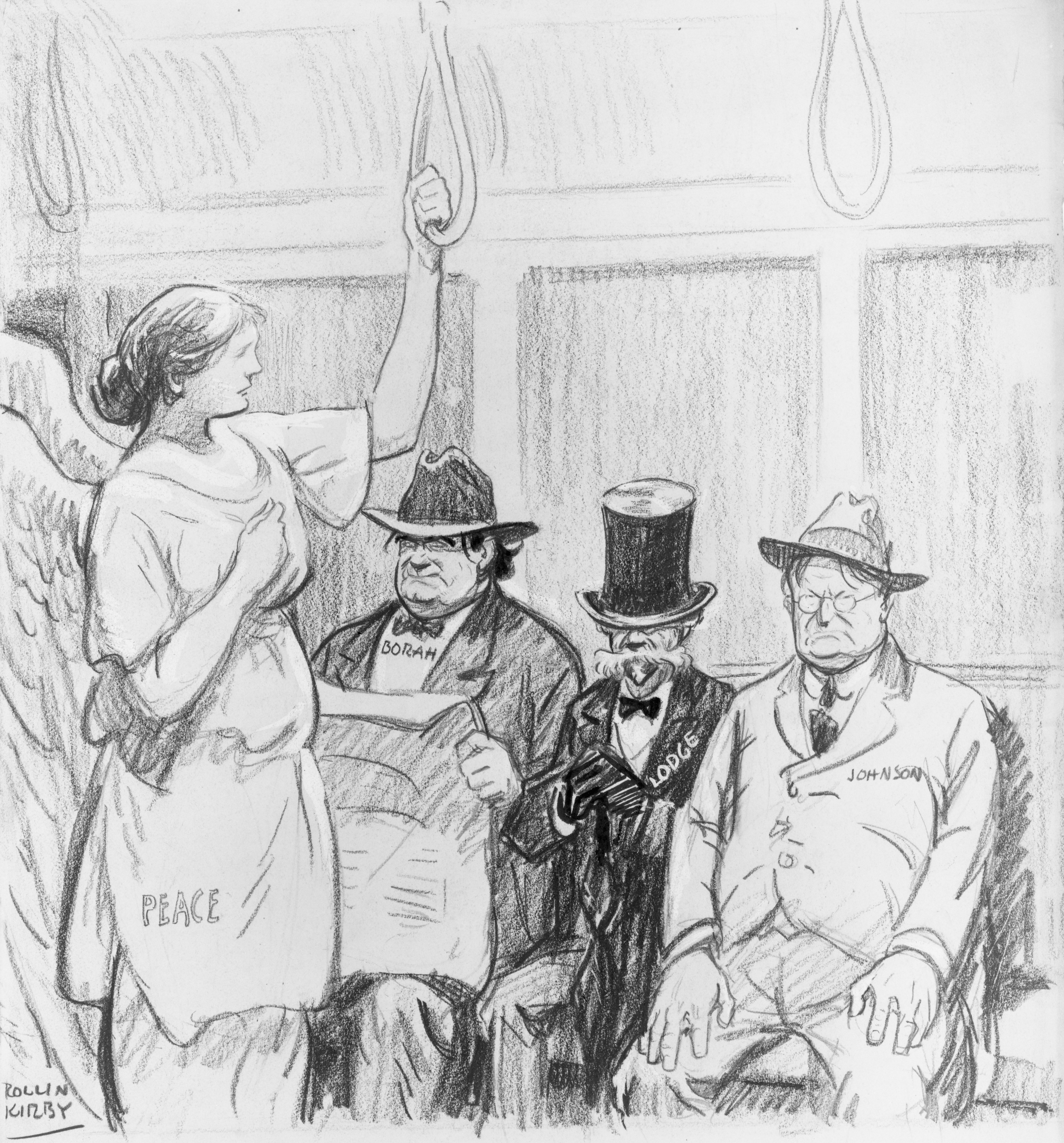
«Отказавшиеся уступить даме место», 1919—1920 годы